# An Etymological Dictionary of Astronomy and Astrophysics
An Etymological Dictionary of Astronomy and Astrophysics, littéralement en français Un dictionnaire étymologique d'astronomie et d'astrophysique, est une base de données interactive développée à l'Observatoire de Paris qui contient la définition en anglais de plus de 13 000 termes, ainsi que leur traduction en français et en persan.